# Enea Venturi
Enea Venturi (Malalbergo, 2 settembre 1888 – Bologna, 2 agosto 1963) è stato un imprenditore, pubblicista e politico italiano, ricordato soprattutto per le sue opere di bonifica idraulica e agraria.

## Biografia
Era figlio di Giuseppe Vittorio Venturi (1860-1936), proprietario di vasti latifondi nei comuni di Galliera, Malalbergo e San Pietro in Casale.

Prese parte alla Grande Guerra e ottenne il grado di capitano.

### Gli anni del fascismo e delle bonifiche
Dopo la guerra aderì al Fascio di combattimento bolognese, stringendo amicizia con Leandro Arpinati. Venturi rappresenta un caso di identificazione completa tra fascismo e agraria. Non si limita a finanziare lo squadrismo nelle azioni contro il Partito Socialista Italiano, ma prende parte egli stesso in prima persona alle azioni fasciste.
Il 21 novembre 1920, a capo di una squadra d'azione, partecipò agli scontri tra fascisti e Guardie Rosse che culminarono con la strage di Palazzo d'Accursio. Il mese successivo, era presente a Ferrara alla manifestazione che sfociò nell'eccidio del Castello Estense.

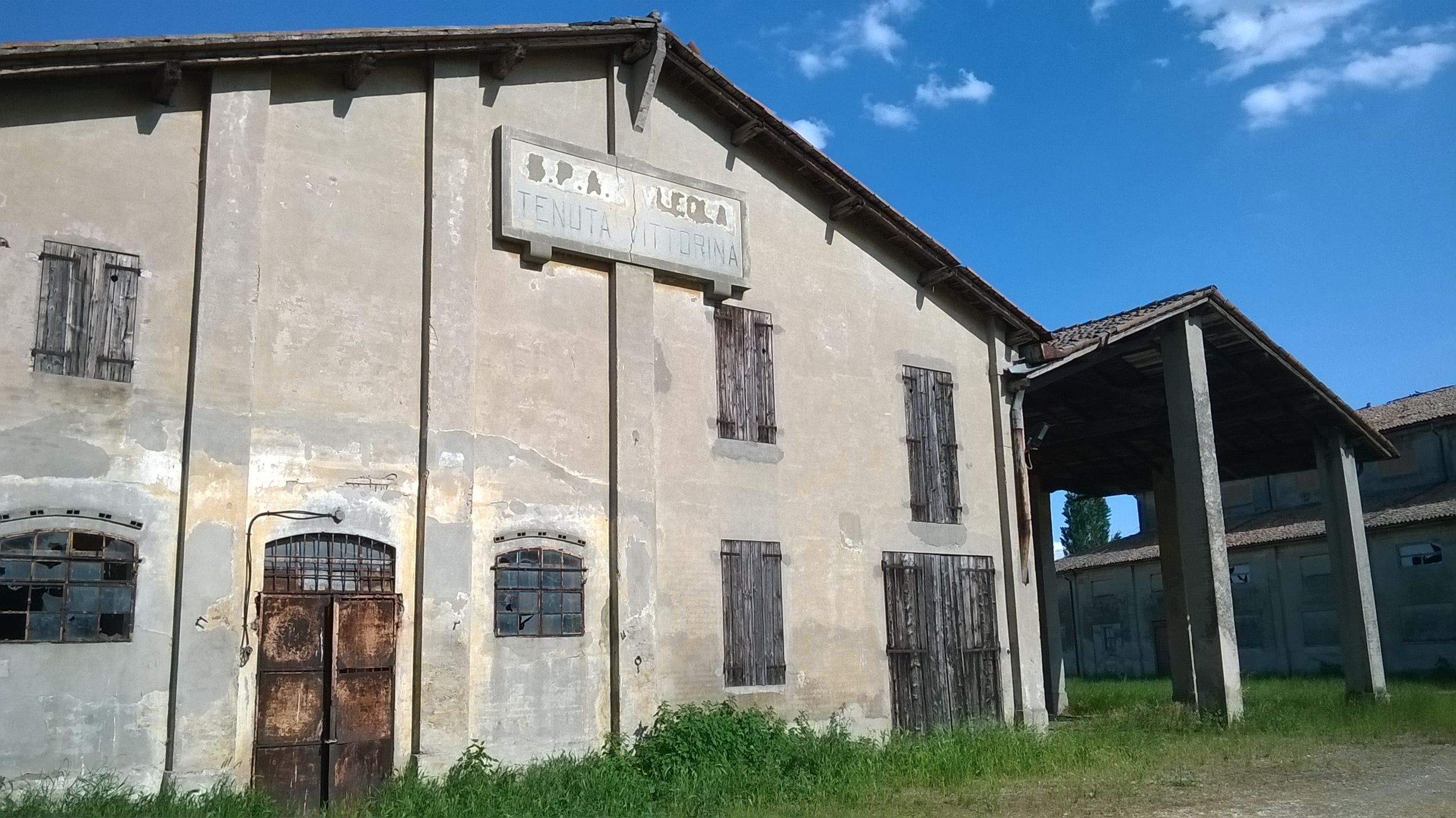
Alcuni dei fabbricati, ora semiabbandonati, della tenuta Vittorina a S. Vincenzo di Galliera (Bologna). A partire dagli anni Dieci del XX secolo, in essi si raccoglievano le macchine per la bonifica dei terreni. La tenuta fu di proprietà di Enea Venturi fino alla fine degli anni Quaranta.

Nel biennio 1921-1922, Venturi è considerato tra i principali animatori dello squadrismo a Galliera, all'epoca teatro di duri scontri tra socialisti e fascisti. La sua carriera politica fu bruscamente interrotta nel 1933: infatti l'epurazione subìta da Leandro Arpinati nel maggio di quell'anno ebbe una ricaduta su tutto il suo entourage, e Venturi, in quanto 'arpinatiano', fu rimosso dalle cariche che ricopriva nel comune di Galliera e nella federazione fascista bolognese.
Assieme al fratello Brenno Venturi (1885-1961), continuò a frequentare Arpinati quando questi fu in domicilio coatto a Malacappa di Argelato. L'amicizia e la solidarietà con il gerarca caduto in disgrazia costarono a Brenno un fermo di polizia e un'ammonizione formale.
In quegli anni Enea Venturi proseguì l'attività di latifondista agricolo, completando la bonifica idraulica e agraria di duemila ettari di terreni adibiti a risaia. Adottò tecniche moderne di aratura, irrigazione e concimazione. I terreni che beneficiarono di questa attività furono le tenute "Ducato" e "Vittorina" nel territorio di Galliera.
A partire dal 1928 (per primo in Italia) intraprese l'allevamento della pecora Karakul, dalla quale si ricava la pelliccia Astrakan. Il suo allevamento divenne presto rinomato, ed è spesso citato come esempio di realizzazione della politica autarchica del regime.
Dagli anni Venti fino alla sua morte ricoprì numerose cariche in associazioni agricole, tra le quali il Consorzio della bonifica renana.

### Il secondo dopoguerra
Anche nel secondo dopoguerra si oppose con violenza alle rivendicazioni del movimento operaio. L'8 aprile 1949, al culmine di un'agitazione che si protraeva da quasi venti giorni, fece intervenire le forze dell'ordine contro gli operai dei suoi possedimenti in sciopero.
Questo grave episodio, in cui rimasero feriti due scioperanti, fu oggetto di un'interrogazione parlamentare. Causa dello sciopero era stato il rifiuto, da parte di Venturi, di dedicare alla coltivazione del riso i suoi terreni, destinando in questo modo molti braccianti alla disoccupazione.
Proprio a partire dal 1949, si hanno le testimonianze dell'esistenza a Galliera di un "covo di picchiatori fascisti" da lui protetti e finanziati. Il 13 novembre questi aggredirono e ferirono un ex partigiano.
Il 10 marzo 1950, in occasione di un nuovo sciopero, nelle sue tenute avvenne uno scontro tra braccianti e crumiri da lui reclutati.
L'anno seguente il deputato Andrea Marabini dichiarò in Parlamento:
Ancora nel 1953 un militante del P.C.I. di Galliera, riferendosi ad alcuni lavoratori dell'azienda Venturi, scrisse che queste persone erano "dominate dal terrore agrario".
Nel corso degli anni Cinquanta, tuttavia, l'asprezza delle lotte sociali venne scemando, anche a causa di fenomeni come il progressivo declino della risicoltura emiliana e l'esodo di molte persone dalla campagna verso la città. Lo stesso Venturi iniziò a vendere molti dei suoi terreni, e le sue proprietà nel 1959 misuravano soltanto 150 ettari.
Morì a Bologna il 2 agosto 1963. Alla sua commemorazione funebre, Agostino Bignardi citò la frase catoniana:
"Dagli agricoltori escono uomini fortissimi e soldati valorosi".
È sepolto nel Chiostro VIII della Certosa di Bologna. Il monumento, opera dello scultore Pasquale Rizzoli, ospita anche le spoglie di Maria Dalle Donne e dista pochi metri dalla tomba di Giulio Giordani, l'avvocato nazionalista e consigliere comunale di minoranza che rimase ucciso il 21 novembre 1920, nella strage di Palazzo d'Accursio.

## Pubblicazioni
- Enea Venturi, Risicoltura bolognese, estratto dal Volume III - nuova serie - degli annali della R. Accademia di Agricoltura di Bologna, Bologna, Tipografia Paolo Cuppini, 1943.
- Enea Venturi, La pecora Karakul in Italia - allevamento e sua tecnica, terza edizione, Bologna, Soc. Tip. Mareggiani, 1946.